# Bagat-en-Quercy
Bagat-en-Quercy là một xã thuộc tỉnh Lot trong vùng Occitanie phía tây nam nước Pháp. Xã này nằm ở khu vực có độ cao trung bình 265 mét trên mực nước biển.
Sông Séoune tạo thành một phần ranh giới phía bắc thị trấn.